# Ariobàrzanes I Filoromà
Ariobàrzanes I Filoromà (grec antic: Ἀριοϐαρζάνης Φιλορώμαιος, Ariobarzánēs Philorṓmaios: 'Ariobàrzanes, amic de Roma') fou rei de Capadòcia. D'origen persa, fou elegit rei pels nobles del país vers el 86 aC, el Senat de Roma va autoritzar la seva elecció (85 aC) contra el nomenament d'un fill del rei Mitridates VI Eupàtor del Pont: Ariàrates IX Èusebes ).
Mitridates el va combatre i amb l'ajut del rei Tigranes II d'Armènia el va foragitar del país, però el 92 aC fou restaurat per Sul·la. 
El 88 aC Mitridates el va expulsar de nou, i encara que nominalment fou restaurat el seu fill Ariàrates, al cap de poc va proclamar l'annexió del regne al Pont, però Ariobàrzanes fou de nou restaurat el 84 aC pels Romans.
Durant un temps va poder governar sempre fidel a Roma (socius populi Romani atque amicus) però el 66 aC, a la sortida de Lucul·le, fou enderrocat altre cop per Mitridates, que acabava de retornar l'any anterior i tenia l'ajut d'Armènia. L'any següent els romans sota Pompeu Magne van restaurar una vegada mes a Ariobàrzanes i li van cedir la Corduena i la Sofene, arrabassades a Armènia (i alguns territoris a Cilícia). Ariobàrzanes va abdicar el 63 aC en el seu fill Ariobàrzanes Filopàtor, que va tenir amb la seva dona Atenaida.